# 東葉高速鉄道
東葉高速鉄道株式会社（とうようこうそくてつどう）は、千葉県内で第三セクター鉄道である東葉高速線を運営している鉄道事業者。本社と車両基地（八千代緑が丘車両基地）は千葉県八千代市に所在する。
社名の「高速鉄道」は、新幹線のような高速鉄道ではなく、路面電車より高速走行が可能な「都市高速鉄道」を意味する。

## 概要
京成本線の混雑解消路線として、帝都高速度交通営団（営団地下鉄、現・東京地下鉄〈東京メトロ〉）が自社線である東西線の延伸区間として計画した「営団勝田台線」（仮称）を建設し運行するために、千葉県・船橋市・八千代市の沿線自治体と、営団地下鉄・京成電鉄・東武鉄道・新京成電鉄の鉄道事業者、および金融機関が出資して設立された第三セクターである。

### シンボルマーク
東葉高速鉄道の社紋（シンボルマーク）は、東葉高速鉄道の頭文字「T」を「未来」「明日」「希望」に向かって羽ばたく鳥の翼をイメージしたものである。

### 設立の経緯と路線建設
1972年（昭和47年）3月の都市交通審議会答申第15号において、都市計画第5号線（東西線）が、西船橋 - 新船橋付近 - 飯山満 - 北習志野 - 八千代市中央部 - 勝田台に至る路線に改められた。営団地下鉄は1974年（昭和49年）3月22日、第5号線「営団勝田台線」西船橋 - 勝田台間（16.2 km）の延伸を正式に決定、同年3月30日に路線免許を申請した。営団地下鉄の計画では1976年（昭和51年）9月20日に建設工事に着手し、1979年（昭和54年）10月の開業を予定、建設費用は955億円を見込んだ。東西線（西船橋以西）とは直通運転を行い、途中の北習志野駅のみ停車する快速列車の運転も予定していた。
営団地下鉄としては、第7号線（南北線）や第13号線（副都心線）の建設の必要性があったが、当時の東京周辺で最も人口の増加が激しかった船橋市、八千代市などが千葉県とともに1973年（昭和48年）5月に「営団地下鉄東西線建設促進協議会」を結成し、「営団勝田台線」の建設陳情を営団地下鉄へ繰り返したことから、建設を決定したものである。しかし、建設に向けた手続きを進めるにあたり、特に沿線で競合関係となる京成電鉄から死活問題であるとして反対があり、また営団地下鉄の担当区域を大きく外れるとの意見があり、路線免許取得は難航した。
京成電鉄はオイルショックの影響による不動産投資・地域開発分野で大幅な損失を計上したことや、新東京国際空港（現・成田国際空港）の開港の遅れにより業績を悪化させたことに考慮して、当時の運輸省が一時的に計画を凍結した。
1980年（昭和55年）7月19日、運輸省は次のような最終調整案をまとめ、地元に提示し了承を求めた。
1. 建設主体は第三セクターとし、地元自治体、金融機関、関係鉄道事業者がこれに出資する
2. 運営は京成電鉄に委託する
3. 東西線と接続し、相互直通運転を行う
4. 工事の施工は、日本鉄道建設公団（現・鉄道建設・運輸施設整備支援機構）が行う
5. 工事は、2段階に分けて施工する

最終的に、この案を基本として1981年（昭和56年）9月1日に東葉高速鉄道が設立され、同社が勝田台線の建設・経営を行うことが決定した。
そして、東葉高速鉄道が地方鉄道敷設免許を申請したため、営団地下鉄は1982年（昭和57年）2月15日に勝田台線の路線免許申請を取り下げ、同年3月19日に東葉高速鉄道に地方鉄道敷設免許が交付された。路線は本線部分について日本鉄道建設公団（当時）が民鉄線方式（P線方式）で建設を行い、完成後に公団から東葉高速鉄道へ施設を譲り受け、営業を行うこととされた。計画時点では、東海神、飯山満、北習志野、西八千代（→八千代緑が丘）、八千代（→八千代中央）、勝田台（→東葉勝田台）の6駅を設置する方針とした。
1984年（昭和59年）より建設工事に着手し、第1期区間となる西船橋 - 八千代（→八千代中央）間は1991年（平成3年）4月に開業、第2期区間となる八千代（→八千代中央） - 勝田台（→東葉勝田台）間は1993年（平成5年）4月の開業を予定し、車両費を含めた建設費用は2,091億円（1 km あたり約129億円）を予定していた。
当時、地元は営団経営による延長を主張していたが、結局は第三セクター方式で建設されることとなった。この原案は1965年頃に本八幡駅 - 船橋市行田団地 - 習志野駅 - 八千代市萱田間を予定経路として行われた地下鉄10号線（現・都営地下鉄新宿線）の千葉県内延長調査が元となっている。なお、計画凍結中の運行案として、京成電鉄の短絡路線とする計画もあったが、同社がこれを拒否したため実現しなかった。
建設にあたって関係地権者約700名、支障建物約180戸であったが、当初より地権者の抵抗もあって用地買収は難航した。当時、成田空港問題の影響から千葉県の収用委員会が機能しておらず、土地収用が行えなかったことが拍車をかけた。一例として1人の地権者に300回もの用地交渉を行ったこともあり、最終的に用地交渉が完了したのは1994年（平成6年）6月末であった。
さらに、手抜き工事によるトンネル陥没事故による工期の遅れと修繕工事費用や、バブル期の土地高騰、資材高騰のあおりを受けて建設費が当初予定をはるかに上回る結果となった
。近年の営業収支は黒字で推移しているが、その営業利益や得られた現金預金では建設時の元金は元より債務の利払いにも足りず、経常収支は赤字であり、負債額は年々増加していた時期もあった。その後周辺自治体などの支援の結果もあり経常収支、純利益は黒字化し、2020年代に入り数年内に債務超過の解消の見込みが経つほど経営状態は最悪の状態から改善しつつある。しかし建設に関わる長期債務について元金と利払いを当該年度の収入・利益で賄うことは出来ておらず、過去の周辺自治体等の経営支援で得た追加出資により得た現金預金を切り崩しており、COVID-19流行の影響もあって2020年代に運転資金が枯渇する危険が見込まれ（当初は2030年代と予測されていた）、経営危機状態は脱していない。そのため、東日本旅客鉄道（JR東日本）の電車特定区間運賃の約2.5倍となる高額な運賃体系となっている（「運賃」の節も参照）。この東葉高速鉄道の経験が、後の様々な助成制度の整備やつくばエクスプレスの成功につながったとされている。

### 経営状況
東葉高速鉄道線の建設費用は、当初計画の2,091億円（前述）から公団P線工事建設区間で2,948億円（最終的な総額）に膨らんだ。これは開業時に譲渡を受けた本線部分が2,813億円、開業1年後に京成との連絡通路部分が136億円である。公団P線方式制度のもとで金利は最大5%に限定されるが、25年間の利子額を含めた返済総額は4,960億円にもなる。ただし、東葉高速鉄道への経営支援策によって現在の返済期間は60年まで延長している。
2006年3月末現在のデータによれば、全国の第三セクター鉄道事業者の中でもっとも債務超過額が多くなっている。2008年3月期決算では、売上高は約152億5000万円、営業損益は約47億4000万円の黒字であるが、約5億円の経常損益の赤字があり、累積赤字は約846億8000万円になっている。その後もしばらく「売上高が150億円強で営業損益は黒字であるが経常損益・純損益が赤字」という状況が続いたが、2011年3月期（2010年度）決算にて、支払利息の低減などにより開業以来初めて経常損益・純損益が黒字に転じた 。2024年3月期決算で債務超過を解消した。
その一方で、累積赤字額については一時増加に転じていたこともあり、2013年3月期決算では約833億5723万円と改善は僅かにとどまっていたが、近年は沿線の住宅開発の進展に伴う乗客増加の影響で、2025年3月期決算では約567億4322万円まで減少している
|          | 営業収益      | 営業利益     | 経常利益     | 純利益       | 繰越利益剰余金 （累積赤字） | 長期債務残高   | 純資産             |
| -------- | ------------- | ------------ | ------------ | ------------ | --------------------------- | -------------- | ------------------ |
| 2007年度 |               |              | △4億8493万円 | △3億4792万円 | △846億7857万1000円          |                | △498億7857万0000円 |
| 2008年度 |               |              | △3億4701万円 | △3億2212万円 | △850億0068万8000円          |                | △477億8068万8000円 |
| 2009年度 |               |              | △3893万円    | △4314万円    | △850億4382万5000円          |                | △454億0382万5000円 |
| 2010年度 | 150億6400万円 | 46億4300万円 | 1億6800万円  | 3億9800万円  | △846億4486万3000円          | 3043億8500万円 | △417億5486万3000円 |
| 2011年度 | 149億600万円  | 44億7100万円 | 3億1100万円  | 3億700万円   | △843億3783万5000円          | 2975億9400万円 | △381億9783万5000円 |
| 2012年度 | 151億7200万円 | 50億5000万円 | 10億8100万円 | 9億8000万円  | △833億5723万7000円          | 2916億円       | △339億1723万7000円 |
| 2013年度 | 154億8600万円 | 55億900万円  | 16億6400万円 | 15億3100万円 | △818億2539万6000円          | 2853億9600万円 | △290億9539万6000円 |
| 2014年度 | 152億6000万円 | 53億1100万円 | 17億7100万円 | 12億6200万円 | △805億6252万7000円          | 2789億6100万円 | △245億4252万7000円 |
| 2015年度 | 156億5800万円 | 59億2700万円 | 27億8700万円 | 18億2200万円 | △787億4029万3000円          | 2722億2200万円 | △194億3029万3000円 |
| 2016年度 | 159億1300万円 | 56億6500万円 | 29億8800万円 | 21億9400万円 | △765億4551万4000円          | 2652億2900万円 | △139億4551万4000円 |
| 2017年度 | 163億2000万円 | 58億1600万円 | 31億2800万円 | 25億5800万円 | △739億8670万7000円          | 2601億1100万円 | △113億8670万7000円 |
| 2018年度 | 165億3100万円 | 61億7000万円 | 36億3100万円 | 25億2500万円 | △714億6155万7000円          | 2547億3100万円 | △88億6155万円      |
| 2019年度 | 165億1900万円 | 63億6800万円 | 46億5100万円 | 32億3100万円 | △682億3010万1000円          | 2471億4500万円 | △56億3010万1000円  |
| 2020年度 | 122億1000万円 | 25億6900万円 | 10億6000万円 | 7億1400万円  | △675億1555万8000円          | 2415億400万円  | △49億1555万8000円  |
| 2021年度 | 131億6000万円 | 33億9800万円 | 22億5100万円 | 15億4700万円 | △660億7708万8000円          | 2356億9100万円 | △34億7708万8000円  |
| 2022年度 | 147億円       | 46億6200万円 | 38億4100万円 | 26億6800万円 | △634億886万4000円           | 2297億5300万円 | △8億886万4000円    |
| 2023年度 | 152億9300万円 | 57億600万円  | 47億200万円  | 33億500万円  | △601億350万7000円           | 2202億円       | 24億9649万2000円   |
| 2024年度 | 163億9200万円 | 58億4200万円 | 48億3000万円 | 33億6000万円 | △567億4322万4000円          | 2143億2700万円 | 58億5677万5000円   |

2007年（平成19年）初頭まで、京成本線との乗り換えで成田国際空港まで早く着くことをセールスポイントとして「味な近道」というキャッチコピーでPRしていた。開発により沿線地域のベッドタウン化が進んだこともあり、収益は改善が進む傾向にある。
現在では旅客以外の収入にも力を入れており、駅施設（ホームや改札口など）を利用して、ドラマをはじめとするテレビ番組やCMのロケーション撮影もたびたび行われている。ドラマ撮影は『Mの悲劇』、『クロサギ』、『パパとムスメの7日間』、『猟奇的な彼女』、『最高の人生の終り方〜エンディングプランナー〜』などTBS系列が多いが、日本テレビ系列の『悪夢ちゃん』、フジテレビ系列の『ありふれた奇跡』、『リーガル・ハイ』、『GTO』（関西テレビ制作、2012年）、テレビ朝日系列の『相棒』でも使用されたことがある。CMではこれまでに、ヤクルトの健康飲料「プレティオ」、消費者金融のアコム、三井住友海上グループ、乳酸菌飲料カルピスなどの撮影に使われている。

## 歴史
- 1972年（昭和47年）3月1日 - 都市交通審議会答申第15号で第5号線（営団地下鉄東西線）が西船橋 - 新船橋付近 - 飯山満 - 北習志野 - 八千代市中央部 - 勝田台に至る路線として答申される[7]。
- 1974年（昭和49年）
  - 3月22日 - 帝都高速度交通営団（営団地下鉄・当時）が第5号線西船橋 - 勝田台間の延伸を正式に決定[7]。
  - 3月30日 - 営団地下鉄が第5号線（営団勝田台線）西船橋 - 勝田台駅間（16.2 km）の地方鉄道敷設免許を申請[7]。
- 1980年（昭和55年）7月19日 - 運輸省（当時）が勝田台線の最終調整案を、地元自治体や関係鉄道各社に提示する[10]。
- 1981年（昭和56年）
  - 9月1日 - 会社設立[5]。
  - 9月3日 - 東葉高速鉄道が西船橋 - 勝田台駅間の地方鉄道敷設免許を申請[5]。
- 1982年（昭和57年）
  - 2月15日 - 営団地下鉄が第5号線（営団勝田台線）西船橋 - 勝田台駅間の地方鉄道敷設免許申請を取り下げ[35]。
  - 3月19日 - 東葉高速鉄道が西船橋 - 勝田台駅間の地方鉄道敷設免許を取得[5]。
  - 8月6日 - 工事施工認可申請[5]。
- 1983年（昭和58年）
  - 3月24日 - 都市計画決定告示縦覧、環境影響評価書告示縦覧[5]。
- 1984年（昭和59年）
  - 6月27日 - 工事施工認可[36]。
  - 7月27日 - 建設工事に着手[5]。
- 1985年（昭和60年）9月20日 - 起工式[37]。
- 1988年（昭和63年）11月 - 千葉県収用委員会が機能停止に追い込まれ、東葉高速鉄道線の用地交渉は任意交渉となり、難航する[13]。
- 1991年（平成3年）3月28日 - 第1期開業区間となる西船橋 - 八千代（→八千代中央）間の開業を同年4月から1993年4月に延期[38]。
- 1993年（平成5年）3月18日 - 第2期区間となる八千代（→八千代中央） - 勝田台（→東葉勝田台）間を含めて、全線の開業を同年4月から1995年4月に延期[38]。
- 1994年（平成6年）6月末 - 最後の地権者から起工承諾を得て、全区間の建設工事に着手[15]。
- 1995年（平成7年）
  - 2月22日 - 全線の開業を同年4月から1996年4月に延期[38]。
  - 12月7日 - 東葉高速線に初めて1000形車両が入線する[6]。
- 1996年（平成8年）
  - 1月17日 - 習熟運転を開始[39]。
  - 3月16日 - 営団地下鉄東西線との相互直通運転を前提とした、営業運転に近い習熟運転を開始[39]。営団5000系電車を譲り受けて改造した1000形電車が東西線で営業運転開始。
  - 4月27日 - 東葉高速線開業、営団地下鉄東西線と相互直通運転開始[6][40]。
- 1999年（平成11年）12月6日 - 平日ダイヤにおいて西船橋・北習志野・八千代緑が丘・東葉勝田台の4駅のみに停車する東葉快速を運転開始[16]。
- 2000年（平成12年）10月14日 - パスネットを導入。
- 2004年（平成16年）12月7日 - 2000系電車が営業運転開始[41]。
- 2006年（平成18年）
  - 11月20日 - 朝ラッシュ時に東京メトロ東西線へ直通する全電車で女性専用車両を導入[42]。
  - 12月3日 - 1000形車両の営業運転を終了。
- 2007年（平成19年）3月18日 - PASMOを導入[43]。Suicaと相互利用開始[43]。
- 2008年（平成20年）3月14日 - パスネットの自動改札機での使用を終了。
- 2009年（平成21年）10月1日 - 開業当時からの青色の制服から、チャコールグレーに社色である緑の線が入った制服にリニューアル。
- 2013年（平成25年）3月23日 - 交通系ICカード全国相互利用サービス開始。
- 2014年（平成26年）3月15日 - 東葉快速を廃止[44]。

## 路線
- 東葉高速線 西船橋駅 (TR01) - 東葉勝田台駅 (TR09) 16.2 km

路線図（クリックで拡大）

## 車両
当初は新造車両を導入することを計画していたが、開業に伴う建設費用を削減するため、予定していた車両基地の整備工場と車輪転削盤施設の建設見送り、車両は営団地下鉄東西線（当時）の05系新造に伴って、余剰となった5000系を改造して導入した。営団地下鉄5000系は制御装置の更新（抵抗制御→界磁添加励磁制御）、冷房装置の取り付け、車内の更新工事などを行い、東葉高速鉄道1000形となった。現在は新造車の2000系に置き換えられている。
保守費用の低減を図るため、車両の重要部検査・全般検査および車輪削正などは営団地下鉄（および後身の東京地下鉄）に業務を委託している。

### 現有車両

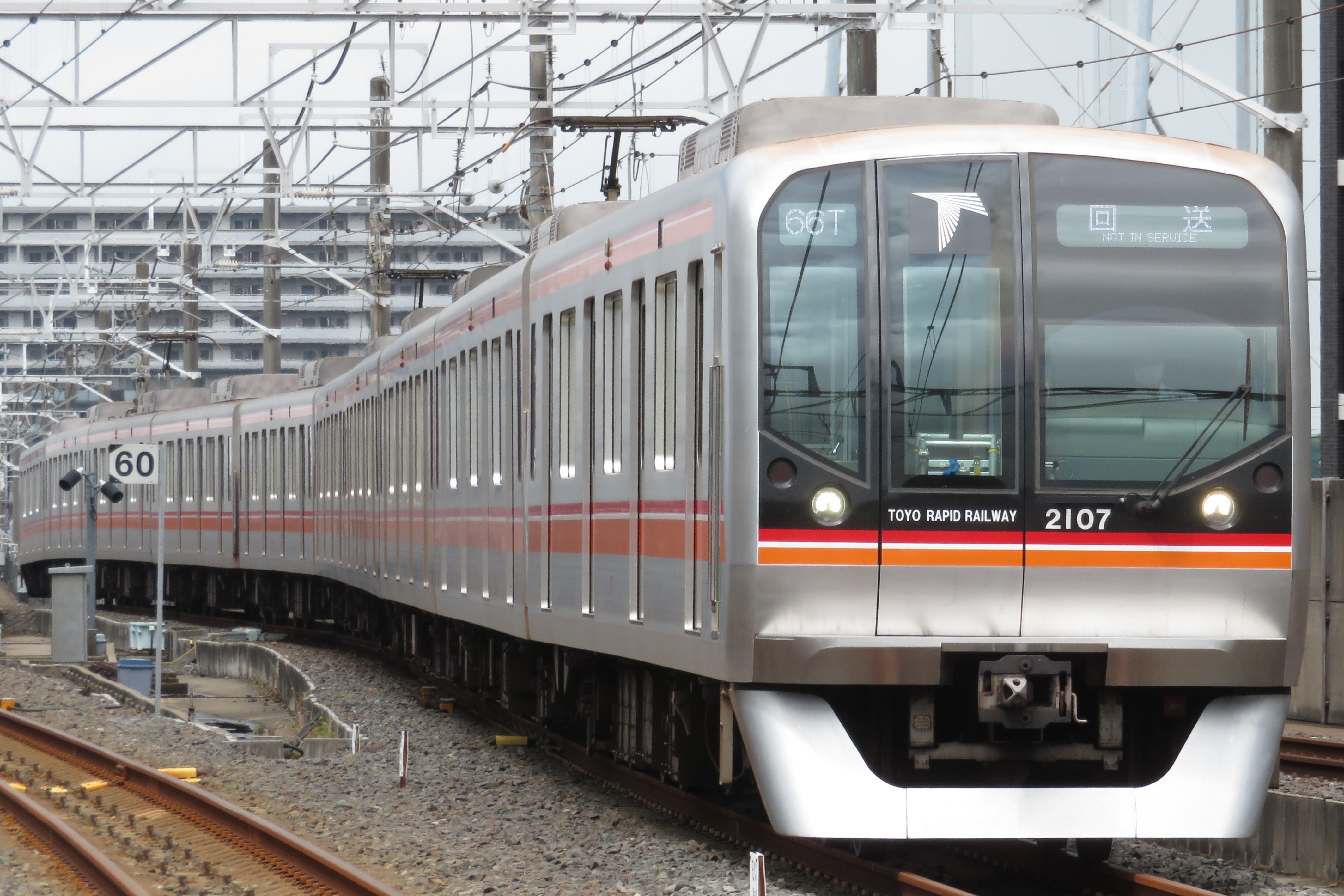
2000系

- 2000系

### 過去の車両
- 1000形（1996年3月16日 - 2006年12月4日）
  - 前述のとおり、1000形車両は、営団地下鉄5000系を改造して譲り受けたものである。東葉高速線開業前の1996年3月16日から、営団地下鉄東西線内のみでの運用に就いていた。

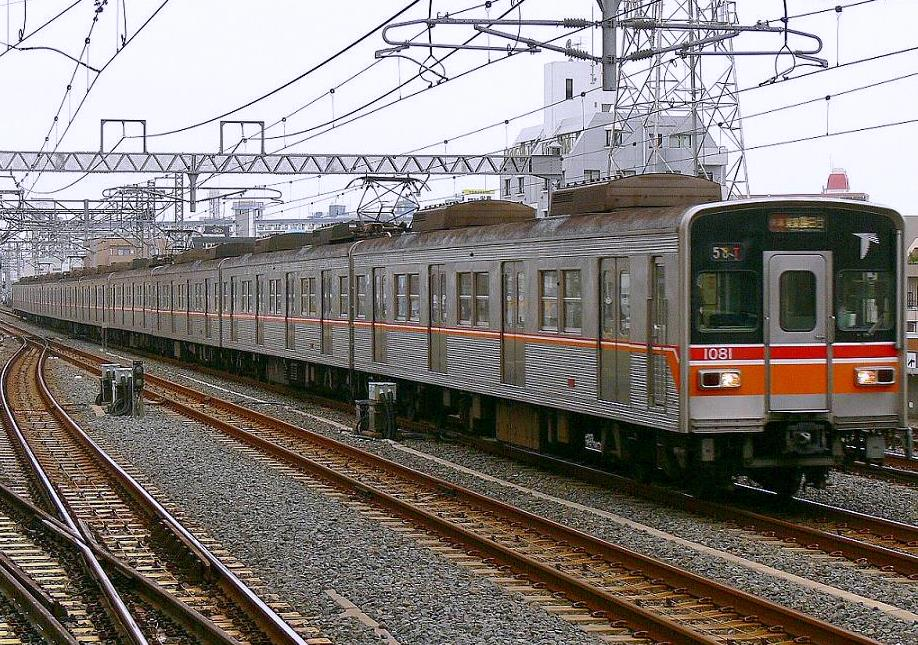
1000形

## 運賃
大人普通旅客運賃（小児半額・ICカードの場合は1円未満切り捨て、切符購入の場合は10円未満切り上げ）。2019年10月1日改定。
| キロ程         | 運賃（円） | 運賃（円） |
| キロ程         | ICカード   | 切符購入   |
| -------------- | ---------- | ---------- |
| 初乗り1 - 3 km | 210        | 210        |
| 4 - 5          | 293        | 300        |
| 6 - 7          | 367        | 370        |
| 8 - 9          | 440        | 440        |
| 10 - 11        | 513        | 520        |
| 12 - 14        | 576        | 580        |
| 15 - 17        | 639        | 640        |

### 定期券
定期券の割引率は通勤30.8%・通学55.6%（2014年4月現在）で、普通運賃より割安になるのは通勤定期で月21往復、通学定期で月14往復以上の場合である。6か月定期では割引率は通勤定期37%で、月19往復以上で割安になる。2014年4月より通学定期は通勤の半額に値下げされている。

### 回数券
回数券は区間式で、「普通回数券」は11枚綴り、「昼間・土休日割引回数券」は13枚綴りで発売している。

### 企画乗車券
いずれも西船橋駅と施設最寄駅では発売していない。
- 東葉シネマチケット[49] - 八千代緑が丘駅との往復乗車券とTOHOシネマズの映画鑑賞引換券がセットになっている。2006年9月2日から2007年3月31日まで発売された後、2007年5月1日から通年発売となった。発売額は一律1900円[50]。
- 東葉東京メトロパス[51] - 東葉高速線往復と東京メトロ線一日乗り放題がセットの乗車券。発売当日限り有効で発売額が駅によって異なる。
- 東葉ローズきっぷ - 京成バラ園の入園券がついた八千代緑が丘駅までの往復割引切符。春のバラのシーズン（4月下旬-6月中旬）のみの発売。高校生以上の発売で、中学生以下は未発売。株主優待、バラ園の年間パスポート、友の会、八千代市民割、障害者割引等との併用不可。

| 発着駅                  | 東葉メトロ         | 東葉メトロ         | 東葉ローズ                        |
| 発着駅                  | 大人               | 小児               | 大人高校生以上                    |
| ----------------------- | ------------------ | ------------------ | --------------------------------- |
| 東海神駅                | 910                | 460                | 2100                              |
| 飯山満駅                | 1230               | 620                | 1900                              |
| 北習志野駅              | 1370               | 690                | 1800                              |
| 船橋日大前駅            | 1530               | 770                | 1800                              |
| 八千代緑が丘駅          | 1530               | 770                | 発売なし                          |
| 八千代中央駅            | 1650               | 830                | 1800                              |
| 村上駅                  | 1770               | 890                | 1900                              |
| 東葉勝田台駅            | 1770               | 890                | 2000                              |
| （参考） 単独購入の場合 | 東京メトロ24時間券 | 東京メトロ24時間券 | 京成バラ園入園料 （変動制）       |
| （参考） 単独購入の場合 | 600                | 300                | 1800（春） 1500（秋） 500（夏冬） |

#### 発売終了した乗車券
- 東葉羽田バスきっぷ[53] - 東葉高速線乗車券と西船橋-羽田空港高速バス乗車券[注 5]がセットになった乗車券。購入日から1か月間有効（有効期間内1回限り有効）。片道券と往復券を発売している。ただし、往復券は往復割引は無く、片道券の倍額となる。東葉高速線内各駅でのみの発売で、羽田空港では発売しない。空港連絡バス羽田船橋線の運賃改定により、2023年9月30日をもって発売を終了した[54][55]。

## 第24回全国都市緑化ふなばしフェアにおける動き
2007年10月2日から11月4日まで、千葉県船橋市のふなばしアンデルセン公園で「第24回全国都市緑化ふなばしフェア おとぎの国の花フェスタinふなばし」が開催された。これに併せて、以下の取り組みを行った。
- 西船橋駅以外の各駅で特別前売り券を発売した。
- 2007年9月9日から10月31日まで、2000系2102Fの先頭車前面に船橋市市制70周年も兼ねた特製ヘッドマーク、2109Fの先頭車前面に八千代市市制40周年記念特製ヘッドマークを装着した。2101F・2102F・2107F・2108F・2110Fの5編成の側面にはイベント告知ステッカーを貼付した。
- 2007年9月20日から11月4日まで、中野・西船橋・綾瀬を除く東京地下鉄の定期券売場で、「東京メトロ&東葉高速一日乗車券セット」を発売した。

## その他
- 自社の研修施設を持たないため、動力車乗務員（運転士）の養成を他社に委託している。
- 駅構内の売店は、デイリーヤマザキである。以前は新京成線と同じスタシオン・セルビス運営のSKショップもあったが2013年6月までに全店撤退し、その後、京成線と同じ京成ストア運営のMini shopとなっていた。
- 現在の本社は2代目であり、初代は千葉県船橋市のフロントンビルに入居していた。1997年頃に現在地に移転している。
- 開業時には開業記念として、1000形が缶にデザインされたビールが販売されていた。
- 2017年から八千代市長を務めている服部友則は、東京地下鉄との経営統合などで運賃値下げに繋げていきたいと語っている。
- 2022年、プロ野球・東京ヤクルトスワローズの村上宗隆が日本人最多タイの55本塁打を記録した際、同名の駅がある事から、「『村上』」駅がある当社も勝手ながらお祝いさせていただきます！残り15試合、最後まで豪快なホームランに期待しております！」と公式Twitter上でツイート[56]し話題となった。